# Al-Hilal Saudi Club 2023-2024
Questa voce raccoglie le informazioni riguardanti l'Al-Hilal Saudi Club nelle competizioni ufficiali della stagione sportiva 2023-2024.

## Stagione
L'Al-Hilal ingaggia il tecnico portoghese Jorge Jesus.

## Rosa
| N. |                           | Ruolo | Calciatore                 |
| -- | ------------------------- | ----- | -------------------------- |
| 2  | Arabia Saudita (bandiera) | D     | Mohammed Al-Breik          |
| 3  | Senegal (bandiera)        | D     | Kalidou Koulibaly          |
| 4  | Arabia Saudita (bandiera) | D     | Khalifa Al-Dawsari         |
| 5  | Arabia Saudita (bandiera) | D     | Ali Al-Bulaihi             |
| 7  | Arabia Saudita (bandiera) | C     | Salman Al-Faraj (capitano) |
| 8  | Portogallo (bandiera)     | C     | Rúben Neves                |
| 9  | Serbia (bandiera)         | A     | Aleksandar Mitrović        |
| 10 | Brasile (bandiera)        | A     | Neymar                     |
| 11 | Arabia Saudita (bandiera) | A     | Saleh Al-Shehri            |
| 12 | Arabia Saudita (bandiera) | D     | Yasir Al-Shahrani          |
| 14 | Arabia Saudita (bandiera) | A     | Abdullah Al-Hamdan         |
| 16 | Arabia Saudita (bandiera) | C     | Nasser Al-Dawsari          |
| 21 | Arabia Saudita (bandiera) | P     | Mohammed Al-Owais          |
| 22 | Serbia (bandiera)         | C     | Sergej Milinković-Savić    |
| 26 | Arabia Saudita (bandiera) | C     | Abdulellah Al-Malki        |

| N. |                           | Ruolo | Calciatore                          |
| -- | ------------------------- | ----- | ----------------------------------- |
| 28 | Arabia Saudita (bandiera) | C     | Mohamed Kanno                       |
| 29 | Arabia Saudita (bandiera) | C     | Salem Al-Dawsari                    |
| 31 | Arabia Saudita (bandiera) | P     | Habib Al-Wutaian                    |
| 32 | Arabia Saudita (bandiera) | D     | Muteb Al-Mufarrij                   |
| 37 | Marocco (bandiera)        | P     | Yassine Bounou                      |
| 42 | Arabia Saudita (bandiera) | D     | Muath Faquihi                       |
| 43 | Arabia Saudita (bandiera) | C     | Musab Al-Juwayr                     |
| 49 | Arabia Saudita (bandiera) | A     | Abdullah Radif                      |
| 56 | Arabia Saudita (bandiera) | C     | Mohammed Al-Qahtani                 |
| 66 | Arabia Saudita (bandiera) | D     | Saud Abdulhamid                     |
| 70 | Arabia Saudita (bandiera) | D     | Mohammed Jahfali                    |
| 77 | Brasile (bandiera)        | A     | Malcom                              |
| 87 | Arabia Saudita (bandiera) | D     | Hassan Al-Tambakti                  |
| 99 | Brasile (bandiera)        | A     | Michael Richard Delgado de Oliveira |

## Calciomercato

### Sessione estiva(dall'1/7 all'1/9)
| Acquisti         | Acquisti                | Acquisti              | Acquisti                     |
| R.               | Nome                    | da                    | Modalità                     |
| ---------------- | ----------------------- | --------------------- | ---------------------------- |
| P                | Yassine Bounou          | Siviglia              | definitivo (21 milioni €)    |
| D                | Hassan Al-Tambakti      | Al-Shabab             | definitivo (11,20 milioni €) |
| D                | Kalidou Koulibaly       | Chelsea               | definitivo (23 milioni €)    |
| C                | Sergej Milinković-Savić | Lazio                 | definitivo (40 milioni €)    |
| C                | Rúben Neves             | Wolverhampton         | definitivo (55 milioni €)    |
| A                | Malcom                  | Zenit San Pietroburgo | definitivo (60 milioni €)    |
| A                | Neymar                  | Paris Saint-Germain   | definitivo (90 milioni €)    |
| A                | Aleksandar Mitrović     | Fulham                | definitivo (52,60 milioni €) |
| Altre operazioni |                         |                       |                              |
| R.               | Nome                    | da                    | Modalità                     |

| Cessioni | Cessioni        | Cessioni  | Cessioni                    |
| R.       | Nome            | a         | Modalità                    |
| -------- | --------------- | --------- | --------------------------- |
| C        | Gustavo Cuéllar | Al-Shabab | definitivo (1,38 milioni €) |

## Statistiche

### Statistiche di squadra
Statistiche aggiornate al 30 settembre 2023.
| Competizione                      | Punti | In casa | In casa | In casa | In casa | In casa | In casa | In trasferta | In trasferta | In trasferta | In trasferta | In trasferta | In trasferta | Totale | Totale | Totale | Totale | Totale | Totale | DR   |
| Competizione                      | Punti | G       | V       | N       | P       | Gf      | Gs      | G            | V            | N            | P            | Gf           | Gs           | G      | V      | N      | P      | Gf     | Gs     | DR   |
| --------------------------------- | ----- | ------- | ------- | ------- | ------- | ------- | ------- | ------------ | ------------ | ------------ | ------------ | ------------ | ------------ | ------ | ------ | ------ | ------ | ------ | ------ | ---- |
| Lega saudita                      | 96    | 17      | 16      | 1       | 0       | 50      | 9       | 17           | 15           | 2            | 0            | 51           | 14           | 34     | 31     | 3      | 0      | 101    | 23     | +78  |
| Coppa del Re dei Campioni         | -     | 2       | 2       | 0       | 0       | 6       | 0       | 2            | 2            | 0            | 0            | 3            | 1            | 5      | 4      | 1      | 0      | 10     | 2      | +8   |
| Champions League                  | 16    | 6       | 5       | 1       | 0       | 16      | 4       | 6            | 5            | 0            | 1            | 14           | 5            | 12     | 10     | 1      | 1      | 30     | 9      | +21  |
| Coppa dei Campioni araba per club | 5     | 0       | 0       | 0       | 0       | 0       | 0       | 0            | 0            | 0            | 0            | 0            | 0            | 6      | 3      | 1      | 2      | 11     | 8      | +3   |
| Supercoppa saudita                | -     | 0       | 0       | 0       | 0       | 0       | 0       | 0            | 0            | 0            | 0            | 0            | 0            | 2      | 2      | 0      | 0      | 6      | 2      | +4   |
| Totale                            | 96    | 25      | 23      | 2       | 0       | 72      | 13      | 25           | 22           | 2            | 1            | 68           | 20           | 59     | 50     | 6      | 3      | 158    | 44     | +114 |